# Butia odorata
Espèce
Synonymes
- Cocos odorata Barb.Rodr. Pl. Jard. Rio de Janeiro 1: 14 [1891]
- Cocos pulposa Barb.Rodr. [1891]
- Cocos elegantissima Chabaud, nom. illeg. [1906]
- Cocos erythrospatha Chabaud [1906]
- Cocos lilaceiflora Chabaud [1906]
- Butia capitata var. elegantissima Becc. [1916]
- Butia capitata var. erythrospatha (Chabaud) Becc. [1916]
- Butia capitata var. lilaceiflora (Chabaud) Becc. [1916]
- Butia capitata var. pulposa (Barb.Rodr.) Becc. [1916]
- Butia capitata var. subglobosa Becc. [1916]
- Butia capitata var. virescens Becc. [1916]
- Cocos nehrlingiana Abbott ex Nehrl. [1927]
- Butia nehrlingiana (Abbott ex Nehrl.) Nehrl. [1929]
- Butia pulposa (Barb.Rodr.) Nehrl. [1929]
- Butia capitata var. nehrlingiana (Abbott ex Nehrl.) L.H.Bailey [1936]
- Butia capitata var. strictior L.H.Bailey [1936]
- Butia odorata (Barb.Rodr.) Noblick & Pirani [2004], nom. inval.
- Butia odorata (Barb.Rodr.) Noblick & Lorenzi [2010], nom. inval.

Butia odorata, également connu sous le nom de palmier à gelée d'Amérique du Sud, palmier à gelée, est un palmier du genre Butia originaire de l'extrême sud du Brésil et de l'Uruguay. Ce palmier à croissance lente peut atteindre 10 m, bien qu'il soit souvent moins haut. Il est identifiable par ses feuilles pennées  qui se courbent vers l'intérieur sur un stipe épais et robuste.

## Classification
- Famille des Arecaceae
  - Sous-famille des Arecoideae
    - Tribu des Cocoseae
      - Sous-tribu des Attaleinae

## Nomenclature
Ces palmiers sont souvent appelés Butia capitata en horticulture. Il était considéré comme un synonyme de cette espèce plus tropicale jusqu'en 2011, et de nombreux jardins botaniques, collectionneurs et pépiniéristes n'ont pas encore changé leur étiquetage. Il s'ensuit une grande confusion ; toutes les représentations de Butia capitata sont en fait Butia odorata. Encore plus déroutant ;  le nom de fantaisiste B. capitata var. odorata a circulé dans le commerce horticole pendant un temps, cette espèce étant en fait B. catarinensis, nouvellement nommés en 2010, venant de plus au nord le long de la côte brésilienne , ,,.
À Rio Grande do Sul, au Brésil, les noms vernaculaires locaux de cette plante en portugais sont butiá-da-praia , ou simplement butiá .

### Étymologie
L'épithète spécifique odorata est dérivée du mot latin  «parfumé» et a été choisie par João Barbosa Rodrigues en 1891 pour refléter la nature hautement aromatique du fruit, considéré comme l'un des meilleurs fruits de palmier à consommer au Brésil à l'époque.

## Taxonomie
Jusqu'en 2011, cette espèce était regroupée avec Butia capitata, une espèce décrite pour la première fois par Carl Friedrich Philipp von Martius en 1826 dans les prairies de montagne de l'intérieur des terres du Minas Gerais, . Au cours d'un travail de terrain dans le sud-est de l'État de Bahia, le botaniste palmiste américain Larry Ronald Noblick a observé le vrai B. capitata in situ, et étant assez familier avec le B. odorata cultivé en Floride où il travaillait, et ayant visité la population côtière en 1996, est devenu convaincu qu'ils ne pouvaient pas représenter l'une des deux populations très disjointes de la même espèce. Noblick a tenté à tort de séparer les taxons à deux reprises, en 2004 et 2010, avant d'y parvenir finalement en 2011, en choisissant le nom le plus ancien qui avait été donné sans ambiguïté à cette population : Cocos odorata de João Barbosa Rodrigues ( C. pulposa a été décrite dans le même ouvrage, mais O vient avant P dans l'alphabet, donc C. odorata a eu la priorité) .
Odoardo Beccari a subsumé ce taxon en tant que variété sous B. capitata en 1916 (comme B. capitata var. odorata ) avec un certain nombre d'autres taxons tels que Cocos pulposa, C. elegantissima, C. erythrospatha et C. lilaceiflora, qu'il a tous fait différentes variétés de B. capitata. Il a également nommé deux nouveaux taxons comme variétés de B. capitata : B. capitata var. subglobosa et B. capitata var. virescens.
En 1936, Liberty Hyde Bailey a ajouté deux autres variétés, B. capitata var. nehrlingiana et B. capitata var. strictior.
JR Mattos en a ajouté un autre en 1977, B. capitata var. rubra, B. capitata ayant ainsi onze variétés différentes à l'époque (voir ci -dessous). Tous, à l'exception de la forme nominale, sont maintenant considérés comme des synonymes de B. odorata.
En 1970, Sidney Frederick Glassman a déplacé ce taxon (sous le nom de B. capitata ), avec tous les autres Butia, vers le genre Syagrus, mais en 1979 il a changé d'avis et a tout annulé.

## Description

### Habitat

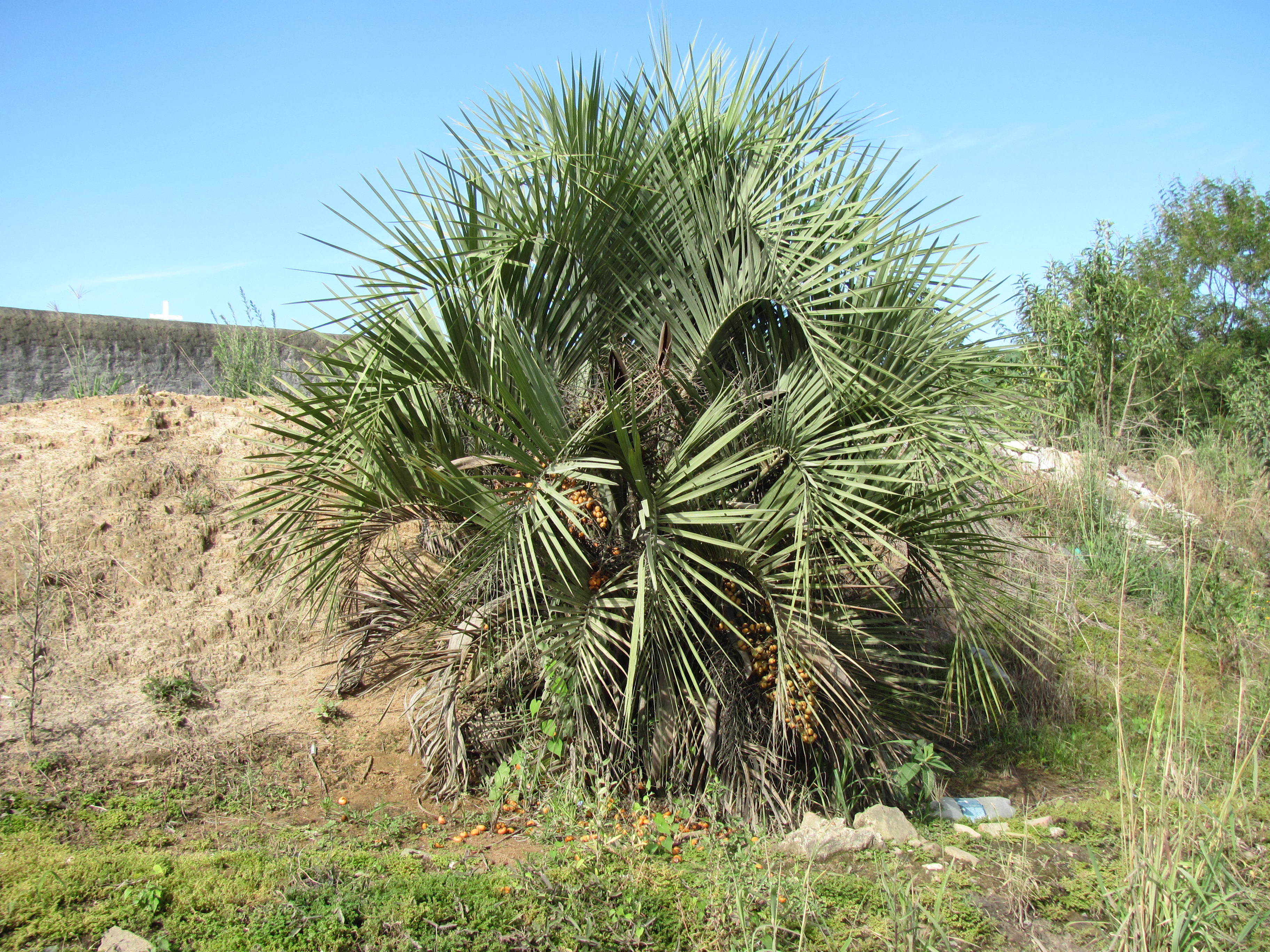
Arbre plus jeune à Sertão Santana, Rio Grande do Sul, Brésil.

C'est un palmier à tronc solitaire avec un tronc robuste dressé à légèrement incliné, parfois souterrain, atteignant 2 à 10 m de haut et 0,32 à 0,6 m de diamètre, . Les troncs se réduit à 20 cm de diamètre vers la couronne.

#### Feuilles
Il a 13 à 32 feuilles pennées, de couleur glauque à vert foncé, arquées vers le tronc et disposées en spirale autour de la couronne ,. Le pétiole est de 30 à 75 cm de long, 1-1,2 cm d'épaisseur, 3,3-3,9 cm de large, et a à la fois des fibres rigides rigides et des épines jusqu'à 5 cm de long le long des marges (bords) du pétiole . Le dessus du pétiole est plat ou légèrement convexe, le dessous est arrondi. Le rachis de la feuille est de 70-200 cm de long et a 35 à 60, exceptionnellement 66, paires de folioles. Contrairement aux autres espèces de Butia (sauf B. catariensis), celles-ci sont insérées par groupes de 2 à 4 à des anges légèrement divergents le long du rachis, mais sans donner à la feuille un aspect plumeux comme chez le Syagrus. Les folioles sont sensiblement plus groupées   près de la base du limbe. Ces pennes sont opposées par paire; chaque paire forme une forme nette en « V». Les folioles au milieu du limbe sont de 31 à 60 cm de long et 1,2-2,5 cm de large. Les folioles basales sont de 30 à 40 cm de long et 0,3-0,6 cm de large; les pennes apicales sont de 18 à 22 cm de long et 0,4-0,5 cm de large.

### Fleurs
L'inflorescence en développement est protégée dans une spathe ligneuse, 60-180 cm de longueur totale, qui est généralement glabre mais peut rarement être densément pruineuse (couverte de flocons cireux) ou tomenteuse (poilue); la spathe a une partie renflée à l'extrémité 33-150 cm de long et 6-16 cm de large et se termine par un sommet pointu (pointe). L'inflorescence est ramifiée au premier ordre. Le rachis de l'inflorescence est de 20 à 104 cm de long et a 35-141 rachilles (branches fleuries) de 15-132 cm de longueur. Les fleurs peuvent être de couleur jaune, orange rougeâtre, violet, jaune et violet ou jaune verdâtre  . Les fleurs pistillées (femelles) mesurent 5 à 6 mm de long ; les fleurs staminées (mâles) mesurent 5 à 7 mm de long.
Comme toutes les espèces de Butia étudiées, cette espèce a des grains de pollen relativement plus gros que ceux des autres genres de palmiers présents dans le Rio Grande do Sul, au Brésil. Ces grains sont à symétrie bilatérale, suboblat, monosulcate et à l'extrémité piriforme (en forme de poire). La surface est recouverte de minuscules motifs réticulés de 2 µm de large .

### Fruit
Les fruits sont généralement plus larges que longs. Ils sont de taille très variable; la plupart des fruits sont 2-3,5 cm par 1,4-4,3 cm. Les fruits mûrs ont un périanthe persistant et peuvent être de couleur jaune, orange, rouge, jaune verdâtre ou violet. La chair est souvent jaune mais peut aussi être colorée de différentes teintes . Le goût est variable, généralement aigre-doux, mais peut être plutôt l'un ou plutôt l'autre selon l'arbre  . Les fruits sont très aromatiques . Il a une noix dure qui est généralement de forme ronde, parfois plus ovoïde, 1,3-2,2 cm par 1,3–2 cm, et contenant 1 à 3 graines avec un endosperme homogène.

### Espèces similaires
Cette espèce ressemble à B. capitata, une plante plus petite du cerrado de l'intérieur avec un tronc moins épais et qui n'est pas du tout rustique. Il a des fruits beaucoup plus allongés, moins globuleux, et peut également être distingué par de minuscules détails sur les feuilles , .

### Variabilité infraspécifique

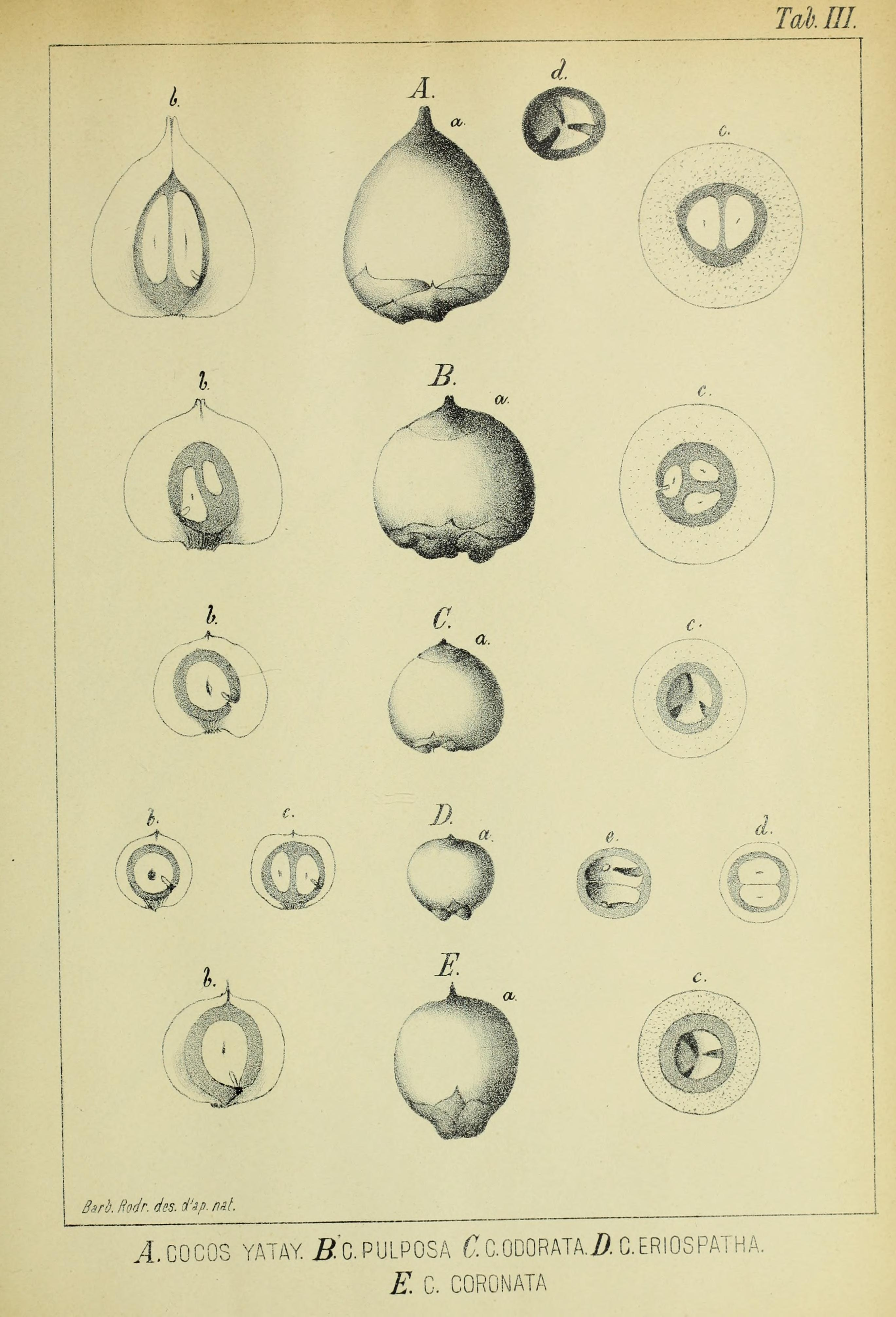
Comparaison de fruits par João Barbosa Rodrigues en 1901. B. odorata est 'B' (comme Cocos pulposa) & 'C' (comme C. odorata) -notez le fruit un peu plus plat, qui est beaucoup plus gros dans la race pulposa cultivée. Butia yatay est « A », B. eriospatha est « D » et Syagrus coronata est « E ».

Ces palmiers présentent une grande variabilité à la fois dans leur patrie d'origine et dans les spécimens cultivés. Bon nombre de ces formes variables étaient à l'origine décrites comme des espèces distinctes. Odoardo Beccari en a fait une variété de Butia capitata en 1916 . La botanique moderne considérerait ces variations comme des cultivars ou des races locales.
- B. capitata var. odorata [1891] - forme nominale, fruit jaune.
- B. capitata var. elegantissima, C. elegantissima [1906]
- B. capitata var. erythrospatha, C. erythrospatha [1906] - spathes de couleur rouge
- B. capitata var. lilaceiflora, C. lilaceiflora [1906]
- B. capitata var. nehrlingiana [1936]
- B. capitata var. pulposa [1891] - fruit beaucoup plus gros (voir illustration), souvent cultivé localement au Brésil et en Uruguay [2].
- B. capitata var. rubra [1977] - fruit rouge, décrit du Rio Grande do Sul, Brésil, mais des formes avec cette couleur de fruit se produisent également en Uruguay.
- B. capitata var. strictior [1936] - cultivé aux USA, feuilles dépourvues d'arc typique sauf à la toute fin de la feuille, se tenant ainsi presque verticalement par rapport à la couronne .
- B. capitata var. subglobosa [1916]
- B. capitata var. virescens [1916]
- feuilles bleu glauque décrites par Soares & Witeck [2009].

Différence dans la forme des graines des populations du nord par rapport aux populations du sud.

#### Hybrides
×Butyagrus nabonnandii (Prosch. ) Vorster (Palmier mulet) - Il s'agit d'un hybride de Butia odorata avec Syagrus romanzoffiana trouvé à la fois naturellement dans sa zone d’origine et en culture, il a été décrit pour la première fois à partir d'exemples de jardins en Europe, .

## Distribution

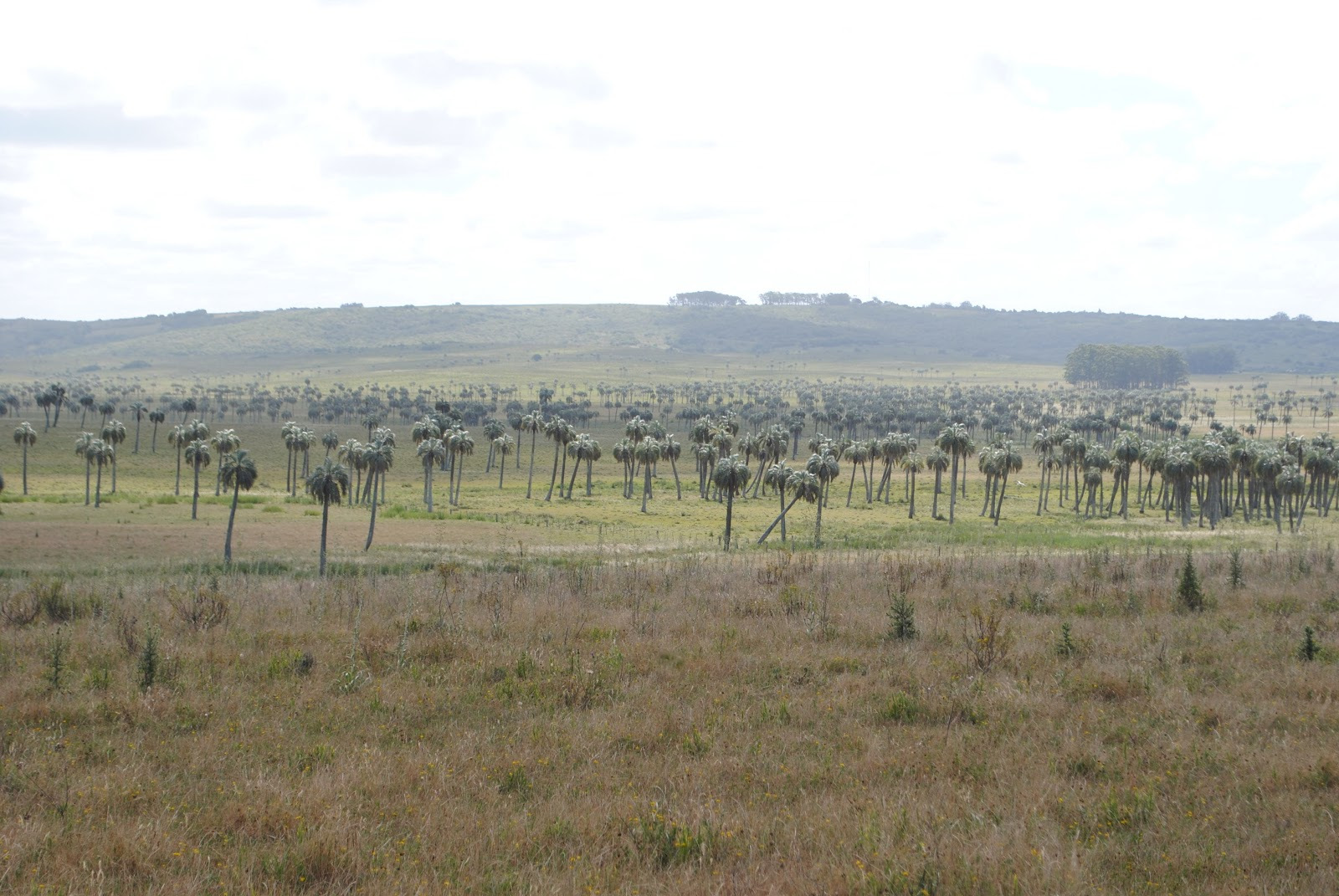
Palmiers poussant à l'état sauvage à Cañada del Paso del Bañado près de la Laguna Negra, Palmares de Castillos, département de Rocha, Uruguay.

Il est originaire du sud du Rio Grande do Sul au Brésil, des municipalités de Palmares do Sul et Porto Alegre au sud jusqu'au département de Treinta y Tres et de Rocha dans le nord de l'Uruguay ,.
Bauermann et al. a étudié la possibilité d'utiliser le pollen de palmier, y compris cette espèce, en palynologie, afin d'essayer de fournir plus de détails sur les anciens changements d'habitat dans l'état du Rio Grande do Sul au Brésil en suivant les changements dans la distribution et l'abondance des palmiers, mais n'ont pas été en mesure de fournir beaucoup de détails sur le sujet.

### Habitat
Il est réparti dans une bande le long de la côte sud du Brésil, s'étendant jusqu'en Uruguay. Dans cette région, on le trouve dans un habitat de repos dans les champs au sommet des collines longeant la côte . Il peut également être présent dans les prairies ( pampa ), les forêts atlantiques semi-décidues saisonnières et les affleurements rocheux . Il pousse dans les sols sableux et rocheux souvent secs, comme les formations dunaires stabilisées. Il ne se produit pas dans les habitats trop humides. On le trouve couramment en petits groupes agrégés ;  ces palmeraies sont connues localement sous le nom de butiazais ou butiatubas. Il pousse de 0 à 500 m d'altitude .

## Écologie
Butia odorata sert souvent d'hôte à l'espèce de figuier épiphyte Ficus cestrifolia (les habitants croient parfois que les fruits de ces arbres sont beaucoup plus sucrés). Il abrite également deux lichens : Cladonia ahtii et C. palmicola. C. palmicola a été collecté pour la première fois en 1989, décrit en 1995, et en 2012 il n'a été trouvé que sur les troncs d'arbres Butia poussant le long de la côte de l' État de Santa Catarina à l'Uruguay, , .
Les chenilles de papillon enregistrées en Uruguay en 1974 sur ce palmier (B. odorata identifié comme Syagrus capitata dans cette étude) sont Blepolenis batea et Opsiphanes invirae, soit la forme nominale soit éventuellement la sous-espèce remoliatus , .
Les chenilles du papillon indonésien Cephrenes augiades augiades et de l'australien C. trichopepla peuvent également se nourrir des feuilles de ce palmier .

## Les usages

### Dans la préhistoire
Vers 4750 avant notre ère, le climat a commencé à sécher pendant une période prolongée, une civilisation agricole a commencé à se développer dans les vastes zones humides autour Merín Lagoon dans le département de Rocha, en Uruguay, comme en témoignent aujourd'hui par des milliers de monticules, appelés Cerritos, jonchent le paysage. Ces peuples vivaient dans des villages sédentaires qui accumulaient des ordures ménagères telles que des outils brisés, des éclats de pierre, des coquillages, des morceaux de charbon ou d'os, d'autres restes de nourriture, des tessons de poterie et des tombes à un stade archéologique ultérieur, formant finalement des monticules, qui au cours scène ont été expressément agrandies et rehaussées de matériaux tels que des termitières brûlées et du gravier. Ces personnes ont survécu grâce à un régime alimentaire basé sur la chasse et la pêche ainsi que la culture du maïs et des courges, et plus tard des haricots, et la collecte de plantes tubéreuses des marais telles que Typha, Canna, Marantha et Araceae. Les noix et les phytolithes de Butia odorata sont abondants ici en association avec les traces d'occupation humaine d'avant même la première preuve de l'adoption de l'agriculture au cours de nombreux millénaires des villages constructeurs de monticules, indiquant ainsi que les fruits et les frondes ont été utilisés, mais il n'est pas clair si les palmeraies voisines étaient sauvages, cultivées ou encouragées à s'étendre (à dessein ou non) , .
Vers l'an 0 environ, un nouveau peuple s'est installé dans le nord de cette région en provenance de l'Amazonie, les ancêtres des peuples Tupi-Guarani, qui se sont initialement installés dans les forêts denses le long des bords des plus grands fleuves, où ils pratiquaient la culture sur brûlis, l'agriculture utilisant des cultures telles que le manioc, les arachides, les courges, les haricots, les pommes de terre et les patates douces. Ces peuples vivaient dans des villages sédentaires à semi-permanents de nombreuses maisons longues familiales disposées en cercles autour du centre, et avaient une culture comprenant la gestion des terres en jachère pour une production agricole supplémentaire, le port de disques à lèvres, des fêtes anthropophages rituelles avec des boissons fermentées, le commerce à longue distance en utilisant les routes, l'utilisation exclusive d'écorces comme combustible dans les fours à poterie et les foyers funéraires, et la crémation avec les restes enfouis dans des urnes au centre du village. Des noix de B. odorata ont été trouvées dans les restes d'un tel village datant de 1460-1800 après J.-C.

### En tant qu'ornement
B. odorata est fréquemment cultivé en Europe méditerranéenne, dans le sud des États-Unis, en Australie et dans le Sud du Brésil comme plante ornementale de jardin .
Il est remarquable comme l'un des palmiers a feuilles  pennées des plus résistants, tolérant parfois de brèves baisses de température jusqu'à environ -10 °C la nuit ; il est souvent cultivé dans les climats subtropicaux. En Europe, ce palmier peut être trouvé près de la Méditerranée, bien que certains spécimens soient cultivés aussi loin au nord que le sud du Royaume-Uni. Aux États-Unis, B. odorata est cultivé le long de la côte ouest de San Diego à Seattle, et le long de la côte est de Floride à Virginia Beach. Dans les climats de l'extrême nord, comme les zones côtières des Pays-Bas, il est conseillé de planter les palmiers en plein soleil.
On dit que les plus gros spécimens prennent -10 à -12 °C, mais doit être protégé à -5 °C, par exemple en enroulant des bandes chauffantes autour du tronc. Il doit être protégé des excès de pluie pendant l'hiver, par exemple avec une petite tente ouverte. Le substrat doit être très poreux pour que l'eau s'écoule rapidement des racines. En été, ce palmier demande beaucoup d'eau et doit être arrosé régulièrement. Il est possible de récolter des fruits aussi loin au nord que les Pays-Bas .

### Comme nourriture
Il est cultivé comme arbre fruitier au Brésil et en Uruguay, et en particulier les plantes de type pulposa à plus gros fruits, semi-domestiquées, sont assez courantes dans les vergers locaux .
Dans le type le plus souvent cultivé aux États-Unis, les fruits mûrs ont à peu près la taille d'une grosse cerise et sont de couleur jaunâtre/orange, mais peuvent également inclure un rougissement vers la pointe. Le goût est un mélange d'ananas, d'abricot et de vanille. Le goût peut varier en fonction des conditions du sol, et les goûts de pomme, d'ananas et de banane ensemble sont également courants. Il est acidulé et sucré à la fois, avec une chair semblable à un nèfle, mais légèrement plus fibreuse.

## Chimie
Les triterpènes cylindrine et lupéol méthyl éther peuvent être isolés à partir de cires épicuticulaires de feuilles de Butia odorata .

## Préservation
Larry Ronald Noblick en 1996 note que la population qu'il a visitée poussant dans un pâturage de bétail qui avait autrefois été un restinga était en mauvaise santé car il n'y avait pas de renouvellement (croissance de jeunes individus). Le rajeunissement de la population a été entravé par les incendies et le pâturage du bétail. Noblick note également qu'une grande partie de son ancien habitat a été convertie en rizières .
En 2018, l'état de conservation n'a pas été évalué par le Centro Nacional de Conservação da Flora au Brésil .
Depuis 2017, comme les quatre espèces de Butia originaires d'Uruguay, il est protégé par la loi. Les palmiers adultes ne peuvent être abattus ou déplacés sans l'autorisation du gouvernement.

## Galerie

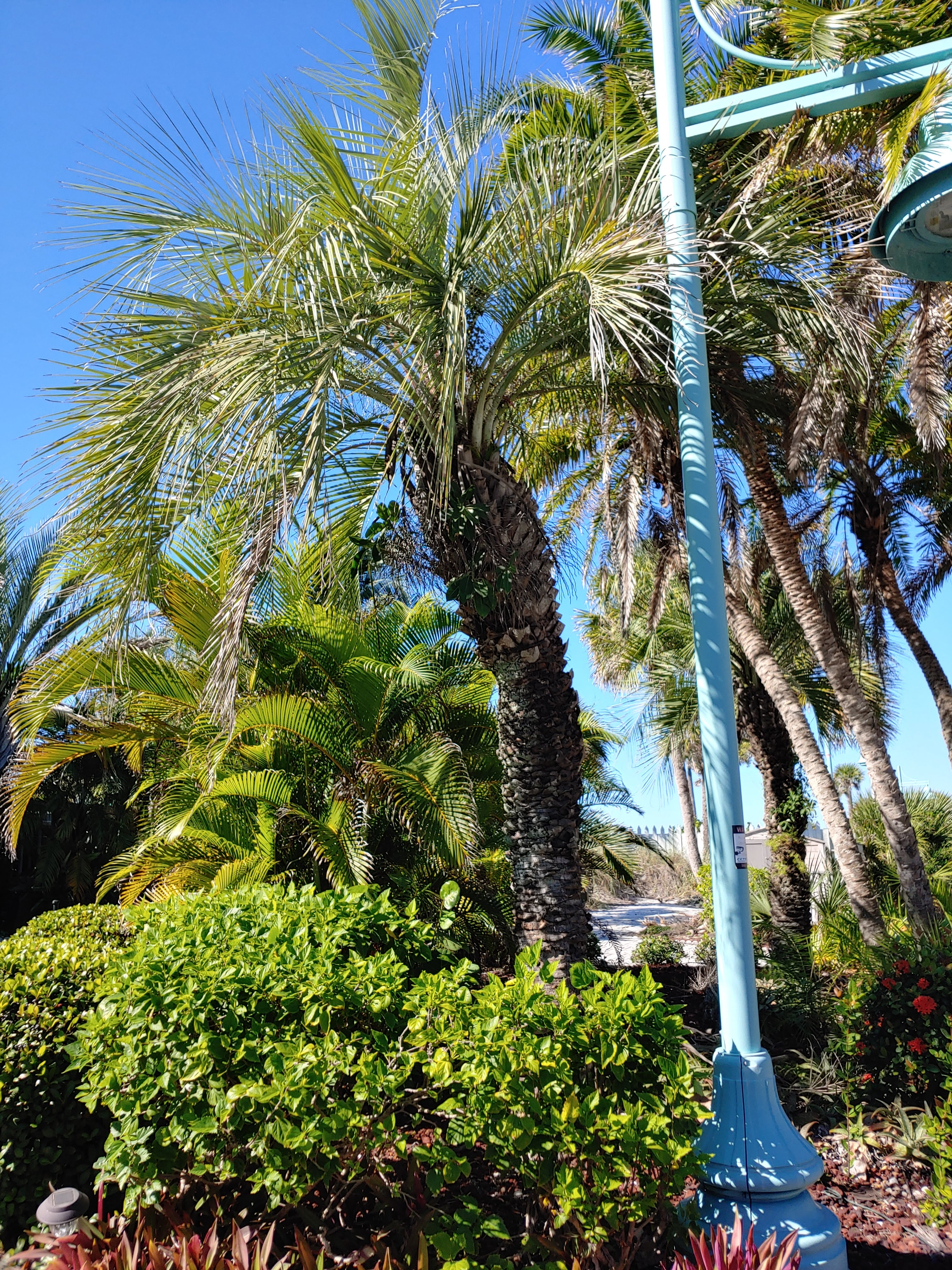
Butia odorata à Englewood en Floride.
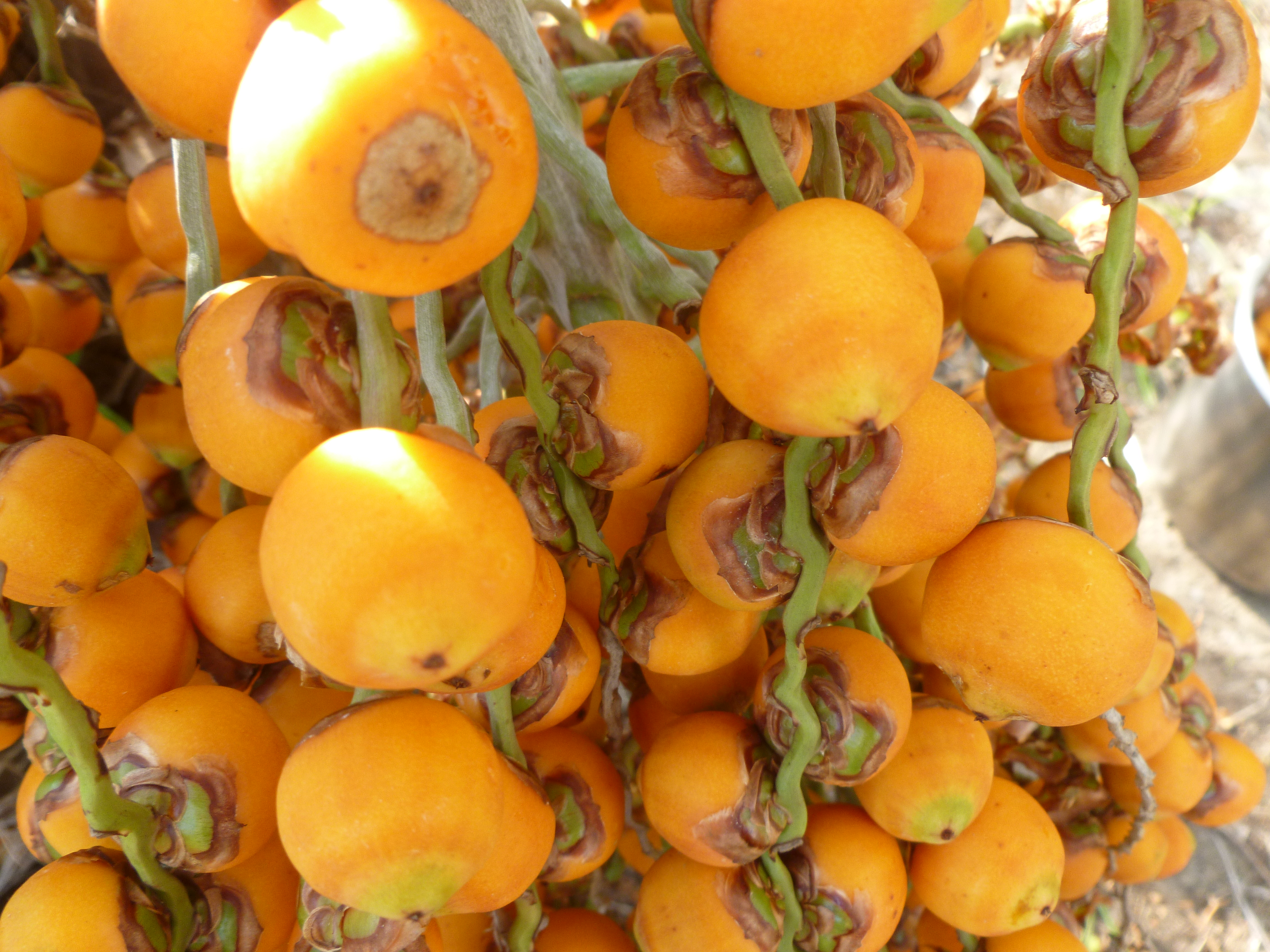
Fruits mûrs de palmier Butia odorata poussant à Ocean Isle Beach.
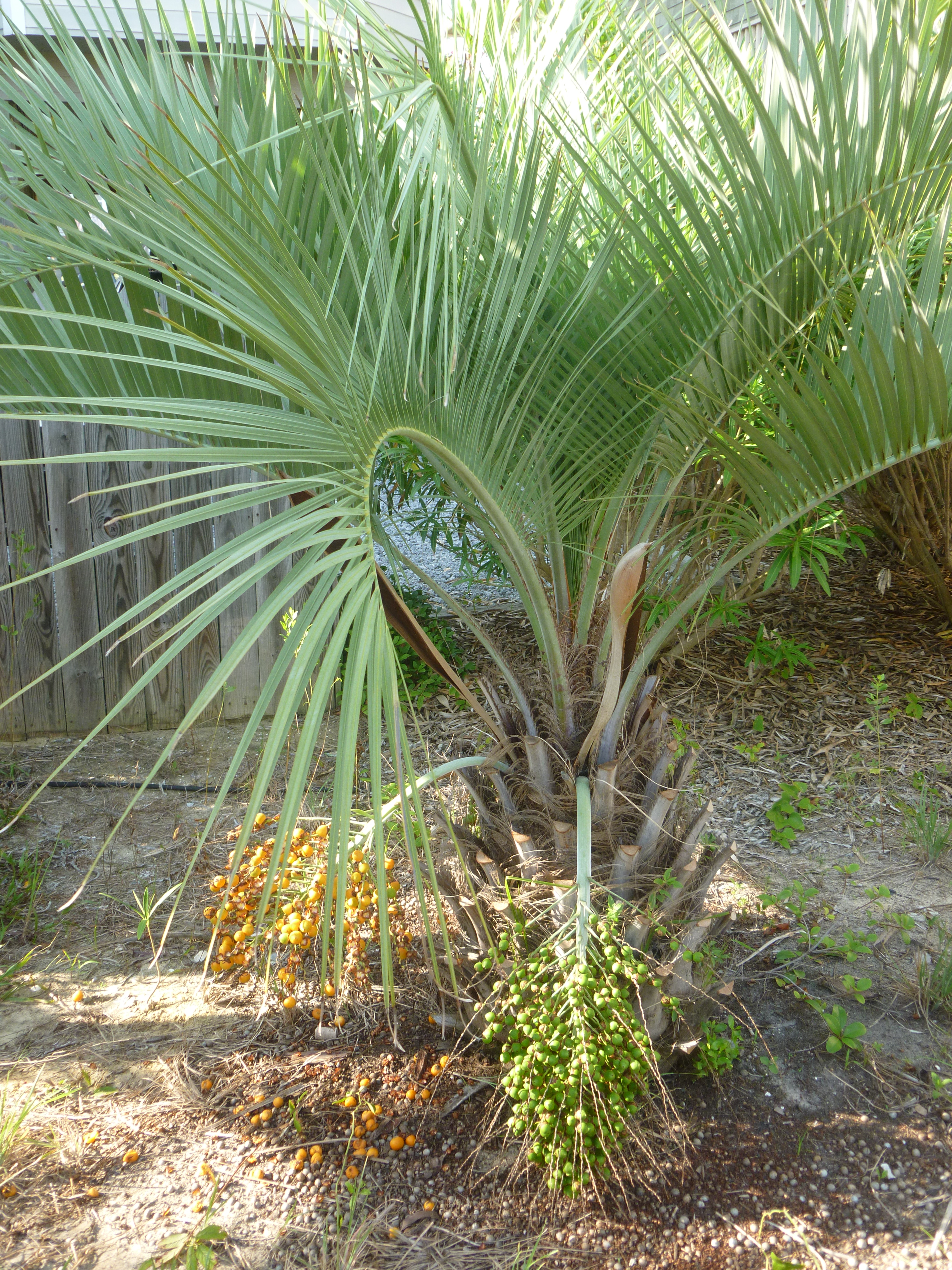
Palmier Butia odorata poussant à Ocean Isle Beach, portant à la fois des fruits mûrs et non mûrs.
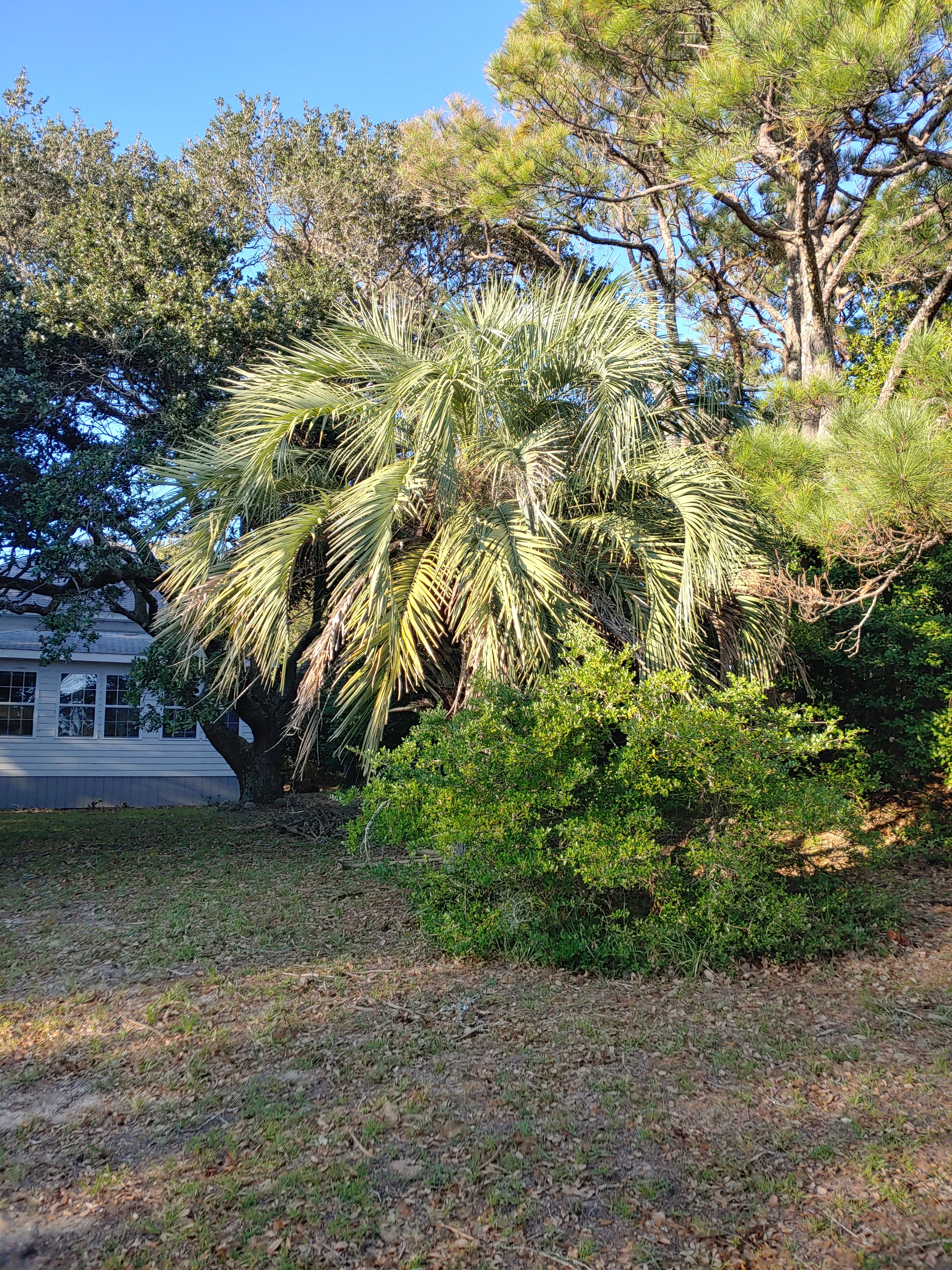
Butia Capitata à Buxton en Caroline du Nord.
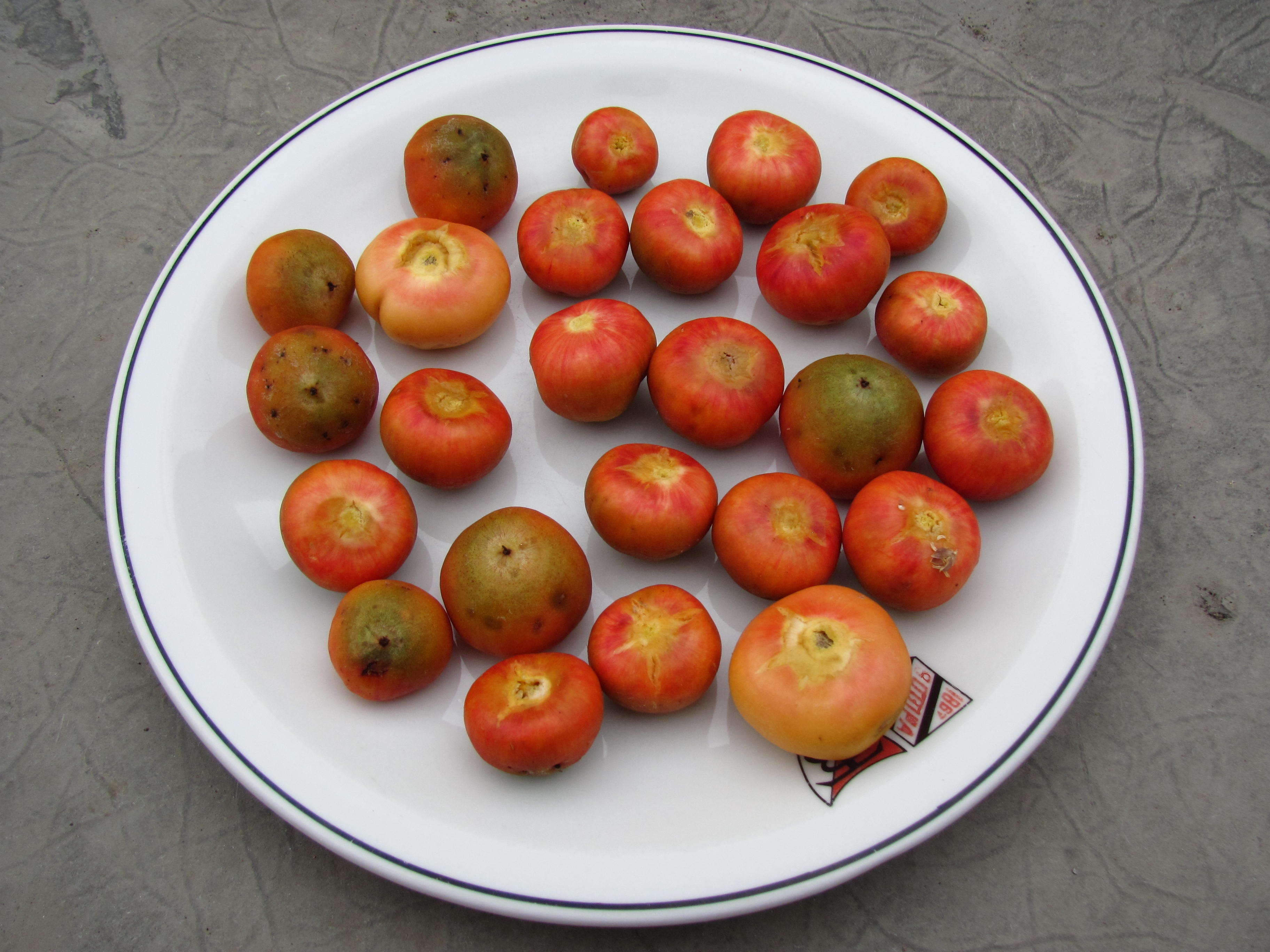
Fruits récoltés sur un arbre à Sertão Santana, Rio Grande do Sul, Brésil.
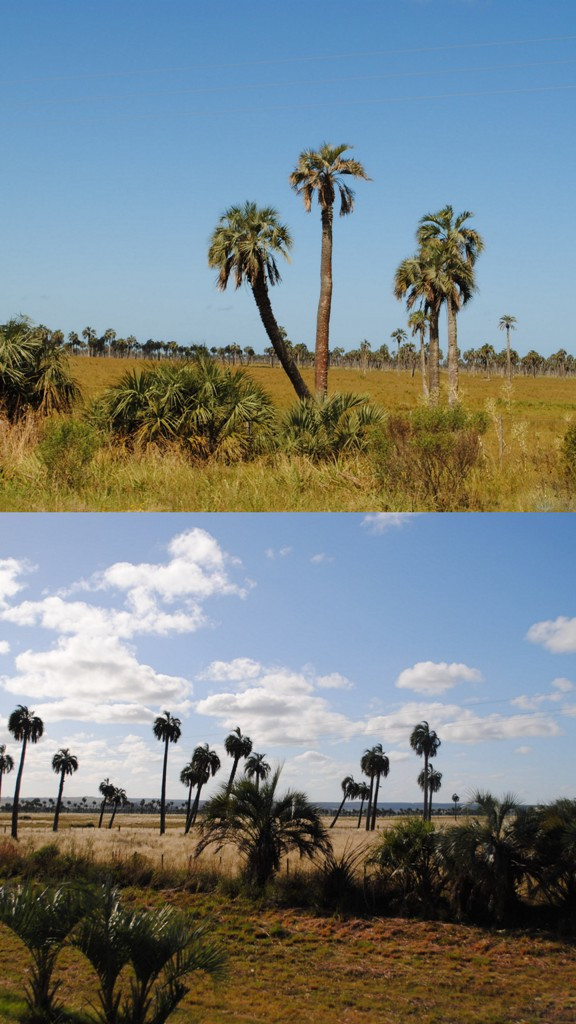
Un bosquet près de Laguna Negra, Palmares de Castillos, département de Rocha, Uruguay.
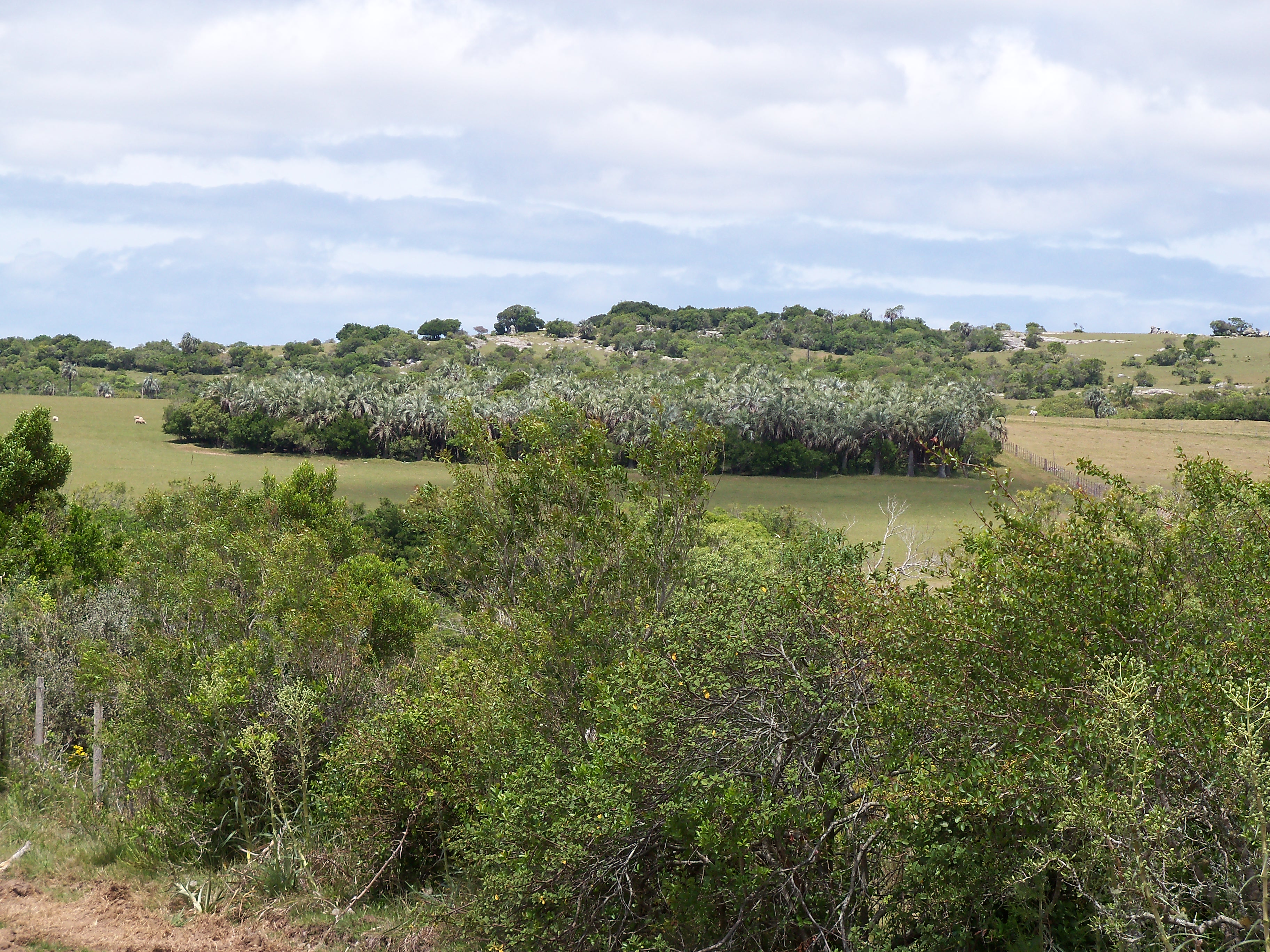
Un épais bosquet de vieux arbres à Palmar de tiburcio, Camino del Indio, Rocha, Uruguay.
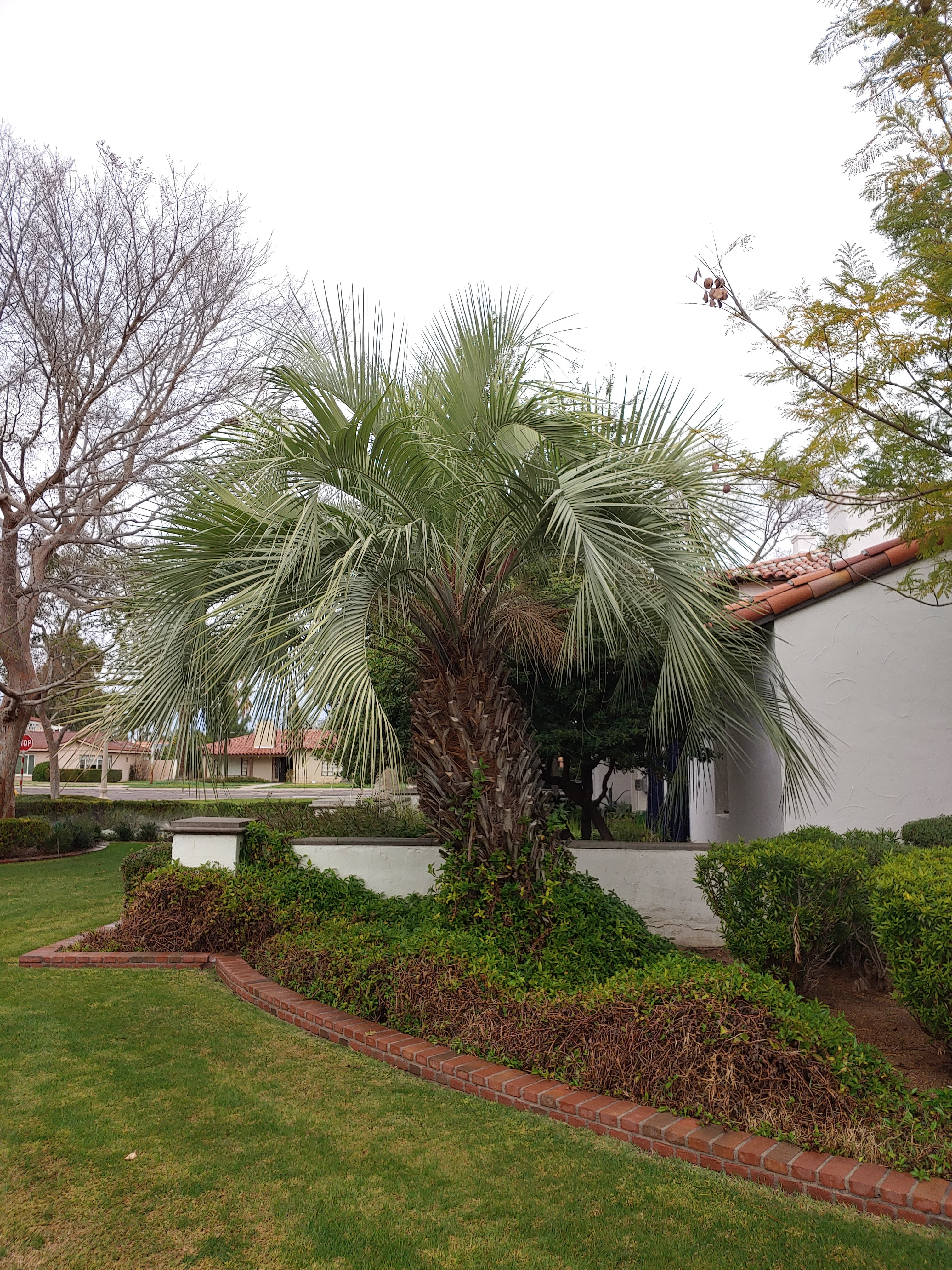
Butia Capitata à Phoenix en Arizona.
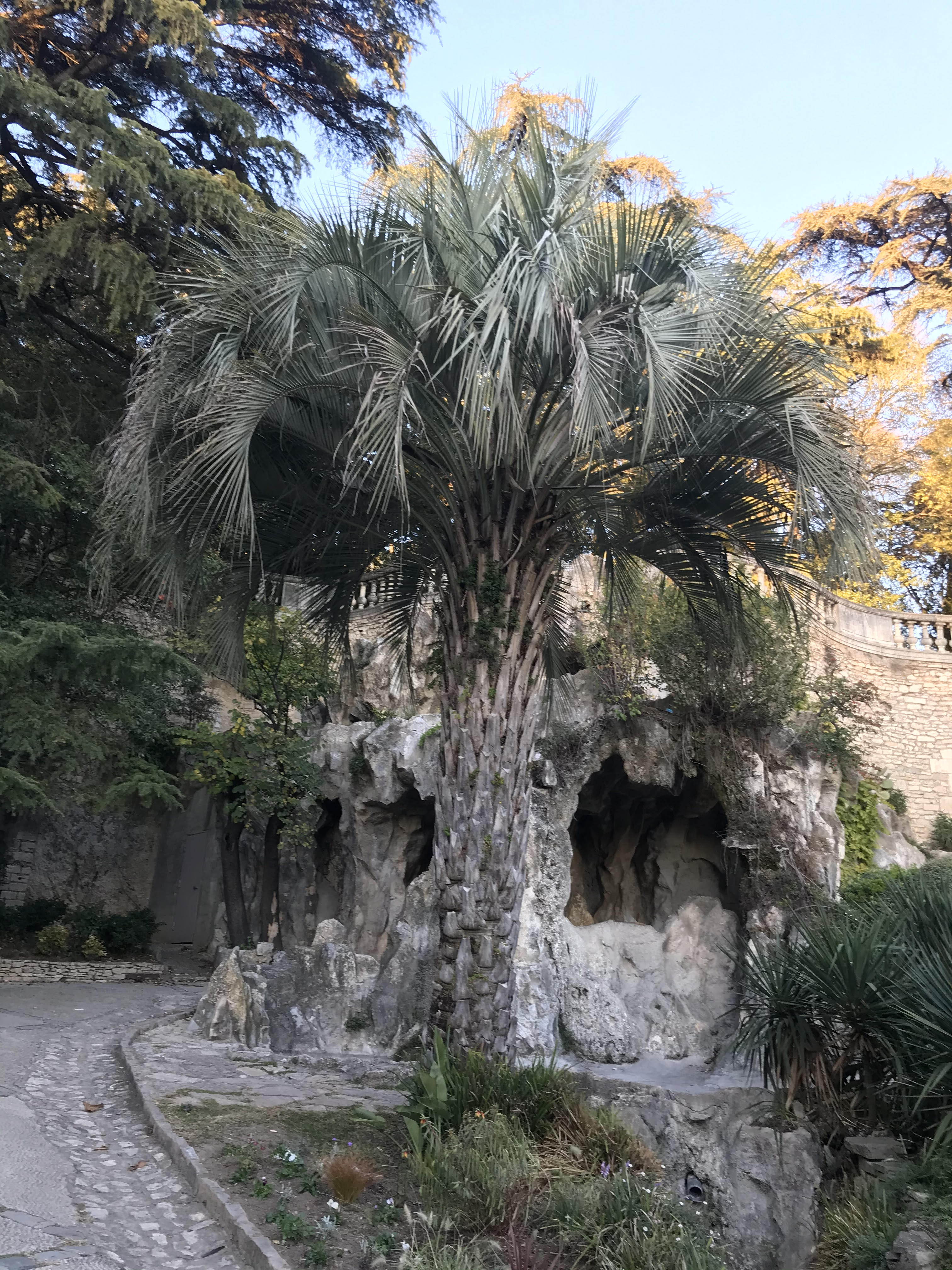
Butia odorata - à Nîmes au jardin de la Fontaine.